# Națiune
Prin națiune se înțelege:
- Comunitate stabilă de oameni, istoricește constituită ca stat, apărută pe baza unității de limbă, de teritoriu, de viață economică și de factură psihică, care se manifestă în particularități specifice ale culturii naționale și în conștiința originii și a sorții comune. (DEX '98).
- Comunitate stabilă de oameni constituită istoricește și apărută pe baza unității de limbă, de teritoriu, de viață economică și de factură psihică, manifestate în particularitățile specifice ale culturii. (NODEX)

Este o comunitate cultural-politică care a devenit conștientă de autonomia, unitatea și interesele sale.

## Noțiunea de națiune
Chestiunea definirii națiunii este una foarte controversată. Există, în mare, două viziuni asupra existenței națiunii: una consideră națiunea ca existând în realitate, alta o consideră un artefact cultural, despre care nu se poate spune că există ca grup social, ci doar virtual (teoria națiunii ca comunitate inventată). Ambele definiții citate mai sus (DEX și NODEX) reflectă concepția stalinistă despre națiune, formulată în articolul scris de I. V. Stalin în 1913 (Problema națională și social-democrația) și publicat în Prosveșceniie. Aceasta consideră națiunea ca fiind o comunitate reală și accentuează așa-numita "comunitate de viață economică" pe care s-ar baza existența "reală" a națiunii. Utilizează, totodată, o serie de concepte puțin sau deloc definite, cum ar fi "unitatea de factură psihică" și comunitatea de destin a unui grup de oameni, lăsând neclarificat aspectul foarte important al posibilității de existență a acestora și modului în care acestea se manifestă.

## Științe Sociale
La sfârșitul secolului al XX-lea, mulți oameni de știință sociali au susținut că există două tipuri de națiuni, națiunea civică din care Franța a fost exemplul principal și națiunea etnică exemplificată de popoarele germane. Tradiția germană a fost conceptualizată ca fiind originară din filozofii de la începutul secolului al XIX-lea, precum Johann Gottlieb Fichte și se referea la oamenii care împărtășesc un limbaj, o religie, o cultură, o istorie și o origine etnică comună, care îi diferențiază de oamenii din alte națiuni. Pe de altă parte, națiunea civică a fost trasată la Revoluția franceză și la ideile derivate din filozofii francezi din secolul al XVIII-lea. A fost înțeleasă ca fiind concentrată într-o dorință de a "trăi împreună", aceasta generând o națiune care rezultă dintr-un act de afirmare. Aceasta este viziunea, printre altele, a lui Ernest Renan.
Analiza de astăzi se bazează pe studii socio-istorice despre construirea sentimentelor identității naționale, încercând să identifice mecanismele individuale și colective, fie consistente, fie neconștiente, intenționate sau ne-intenționate. Potrivit unora dintre aceste studii, se pare că statul joacă adesea un rol semnificativ, iar comunicațiile, în special de conținut economic, au de asemenea o mare importanță.

## Definiții, exemple din Europa
Definirea statelor naționale o găsim în trei cazuri, în afară de România, în cazul țărilor Ucraina, Lituania și Croația, trei state noi, tinere, care au simțit nevoia de a se autodefini naționale, în sensul etnic al cuvântului, pentru a putea să se apere. 
Un al doilea grup de state, este cel al națiunilor civice, care sunt țări membre care nu se definesc ca state naționale, dar, prin prevederile constituționale în care spun că puterea emană de la națiune, că reglementează dreptul de națiune, aceste state sunt considerate națiuni civice. Este vorba, printre altele, de Belgia, Franța, Polonia, Slovacia. 
Alte state fac diferența între națiune și popor, de exemplu, Spania, Estonia, Ungaria, Italia, Slovenia sau Grecia. 
Sunt alte state care nu vorbesc de națiunile țării respective, ci de popoarele care trăiesc pe teritoriul lor, ca de exemplu: Andorra, Austria, Republica Cehă, Germania, Elveția, Finlanda, Portugalia și Suedia. 
Un al cincilea grup de state care nu se definesc nici naționale și nu vorbesc nici în numele poporului. Este vorba despre: Bosnia și Herțegovina, Cipru, Danemarca, Islanda, Liechtenstein, Luxemburg, Norvegia, Olanda, Serbia, Muntenegru și Republica Macedonia.

## Statele Naționale moderne
În articolul său, "Momentul mozaic: o critică modernistă timpurie a teoriei moderniste a naționalismului", Philip S. Gorski susține că prima națiune modernă a fost Republica Olandeză, creată de un naționalism politic complet modern, înrădăcinat în modelul naționalismului biblic. Într-un articol din 2013, "naționalismul biblic și statele din secolul al șaisprezecelea", Diana Muir Appelbaum extinde argumentul lui Gorski, care se aplică unei serii de state naționale noi, protestante, din secolul al XVI-lea. Un argument similar, deși mai larg, a fost făcut de Anthony D. Smith în cărțile sale, "Alese popoare: Surse sacre ale identității naționale și mituri și amintiri ale națiunii". 
În cartea sa Nationalism: Five Roads to Modernity, Liah Greenfeld a susținut că naționalismul a fost inventat în Anglia până în 1600. Potrivit Greenfeld, Anglia a fost "prima națiune din lume".

## Teoria „clasică”
În definiția clasică a națiunilor există două teorii clasice: 
- teoria franceză care spune: un stat, o națiune; și
- teoria germană care spune că: părți ale națiunii pot trăi în afara hotarelor țării respective.

Națiunea civică înseamnă un contract între cetățean și cetate, între cetățean și stat, în aceste situații statul acceptând multietnicitatea. 

## Vezi și
- Cetățenie
- Naționalitate